# Tipula (Trichotipula) breedlovei
Tipula (Trichotipula) breedlovei is een tweevleugelige uit de familie langpootmuggen (Tipulidae). De soort komt voor in het Neotropisch gebied.